# Harpoon (Seezielflugkörper)

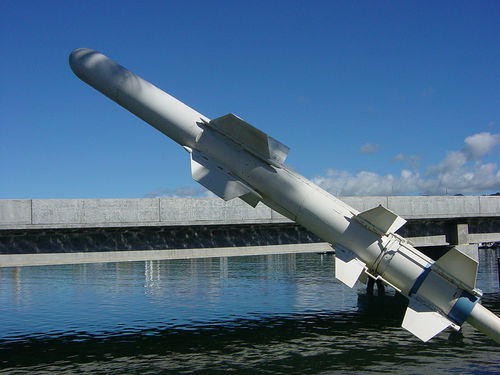
Eine RGM-84 Harpoon im USS-Bowfin-Museum in Pearl Harbor

Die A/R/UGM-84 Harpoon ist ein Seezielflugkörper. Er wird seit 1976 vom US-amerikanischen Hersteller Boeing in verschiedenen Varianten produziert.

## Entwicklung
Die United States Navy begann bereits 1965 mit einer Studie zu einem Seezielflugkörper, der eine Reichweite von rund 45 Kilometern (km) haben sollte. Die Entwicklung der Harpoon begann jedoch erst nach 1968 mit der Bezeichnung ZAGM-84A, als man die Erfahrungen der israelischen Armee mit den SS-N-2 Styx im Sechstagekrieg auswertete. 1971 bekam McDonnell Douglas den Zuschlag als Hauptauftragnehmer. Die ersten Versuche fanden 1972 statt und bereits 1976 begann die Vorserienproduktion. Im Februar 2008 verfügte die US Navy über knapp 850 Harpoon-Lenkwaffen, wobei der größte Teil auf die luftgestützte Variante entfiel. Insgesamt wurden über 7000 Lenkwaffen produziert.

## Technik

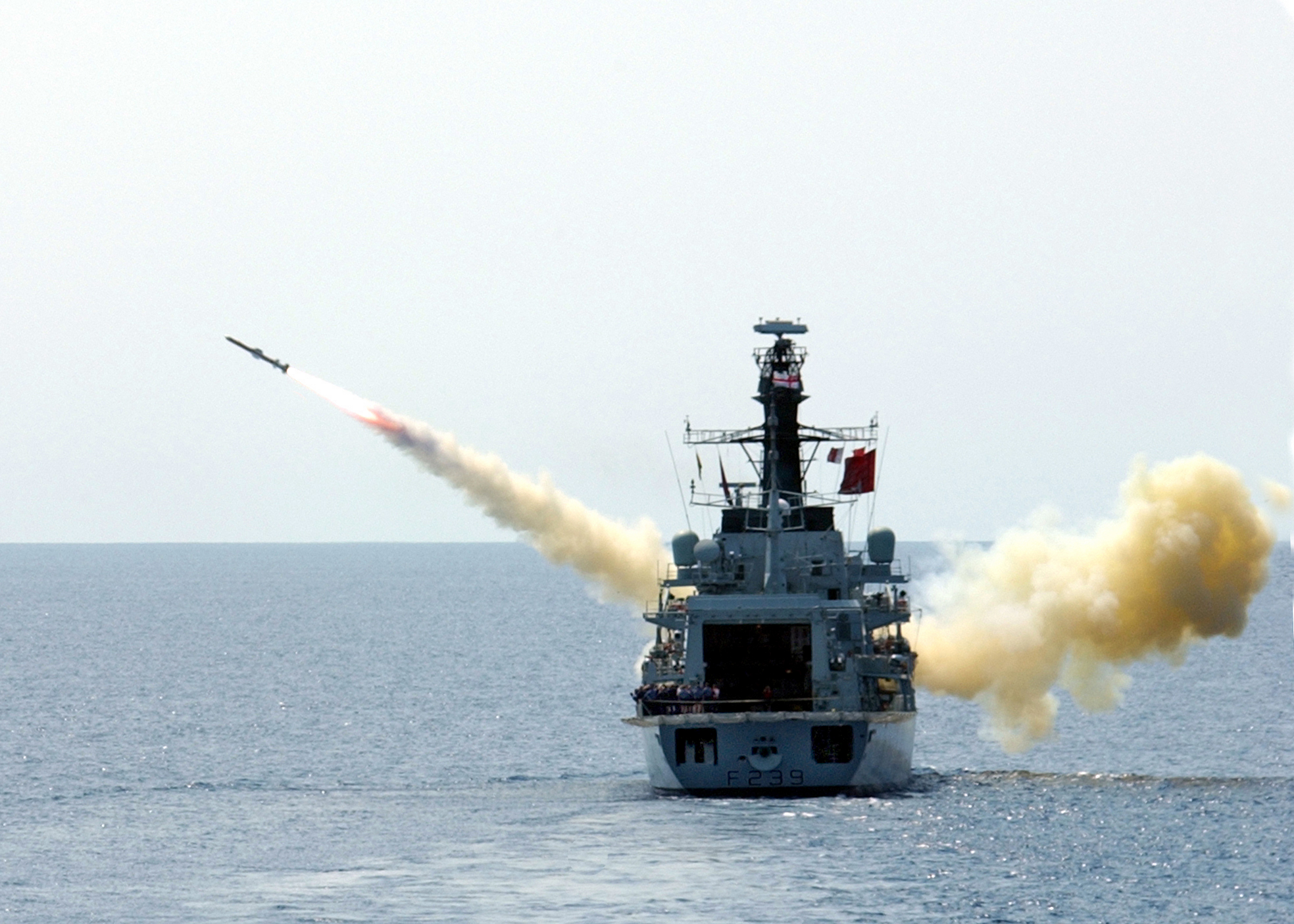
Die britische HMS Richmond (F-239) beim Start einer RGM-84 Harpoon (2002)

Die Harpoon wird von einem Teledyne-Turbojet (Modell: J402-CA-400) mit einem Schub von 3,0 kN angetrieben und standardmäßig luftgestützt (AGM) gestartet. Außer den Versionen E, F, H und K können alle Varianten auch oberflächen- oder U-Boot-gestützt (RGM/UGM) abgefeuert werden. Hierzu wird ein Booster (Modell: A/B44G-2 oder -3) benötigt, der über 2,9 Sekunden einen zusätzlichen Schub von 53 kN liefert. Alle Versionen (außer H und K) verfügen über einen WDU-18/B-Gefechtskopf mit 221 Kilogramm Hochexplosivsprengstoff. Die Navigation erfolgt mit einem inertialen Navigationssystem, das bei Version H und K durch GPS unterstützt wird.
Die verschiedenen Flugphasen gestalten sich bei der ersten Serienversion (A/B) wie folgt: Der Flugkörper bekommt die Zieldaten vom Bordsystem der jeweiligen Plattform und wird dann entweder ausgeklinkt (luftgestützt/AGM) oder mittels eines Boosters aus dem Startrohr abgefeuert (Oberflächen-/U-Boot-gestützt RGM/UGM). Während der Anflugphase fliegt die Harpoon etwa 15 Meter über dem Wasser und navigiert mit Hilfe ihres Trägheitsnavigationssystems. Sobald sich der Flugkörper in einer vorbestimmten Distanz zum vermuteten Ziel befindet, schaltet er sein bordeigenes J-Band-Radar ein, um das Ziel zu finden. Wenn das Ziel erfasst ist, nähert sich die Lenkwaffe in einer Flughöhe von 2 bis 5 Metern und steigt 2000 Meter entfernt vom Ziel auf 1800 Meter Höhe („pop-up“-Manöver), um dann anschließend von oben auf das Ziel zu stürzen. Sie kann das Ziel aber auch flach anfliegen. Der Gefechtskopf zündet nicht direkt beim Aufschlag, sondern zeitverzögert, so dass die Explosion im Schiffsinneren stattfindet und erheblich mehr Schaden verursacht als bei einer kontaktzündenden Waffe. Die Flugphasen und der Gefechtskopf wurden mit der Entwicklung von neuen Varianten immer wieder verändert.

## Varianten

### Harpoon Block 1
- RGM-84A, Block 1A: Erste Serienversion.
- RGM-84B: Modifizierte Version für die Royal Navy.
- RGM-84C, Block 1B: Das „pop-up“-Manöver wurde aus der Software entfernt, der Flugkörper fliegt sein Ziel über die gesamte Strecke knapp über der Wasseroberfläche an („sea-skimming“).
- RGM-84D, Block 1C: Durch die Verwendung des neuen JP-10-Treibstoffes wurde die Reichweite auf rund 220 km gesteigert. Neben verbesserter ECCM-Ausrüstung kann nun die Flugbahn („pop-up“ oder „sea-skimming“) vor dem Start eingestellt werden. Des Weiteren können nun Wegpunkte festgelegt werden (erfordert AN/SWG-1A-Feuer-Kontroll-System). Der Stückpreis beläuft sich auf rund 720.000 US-Dollar.

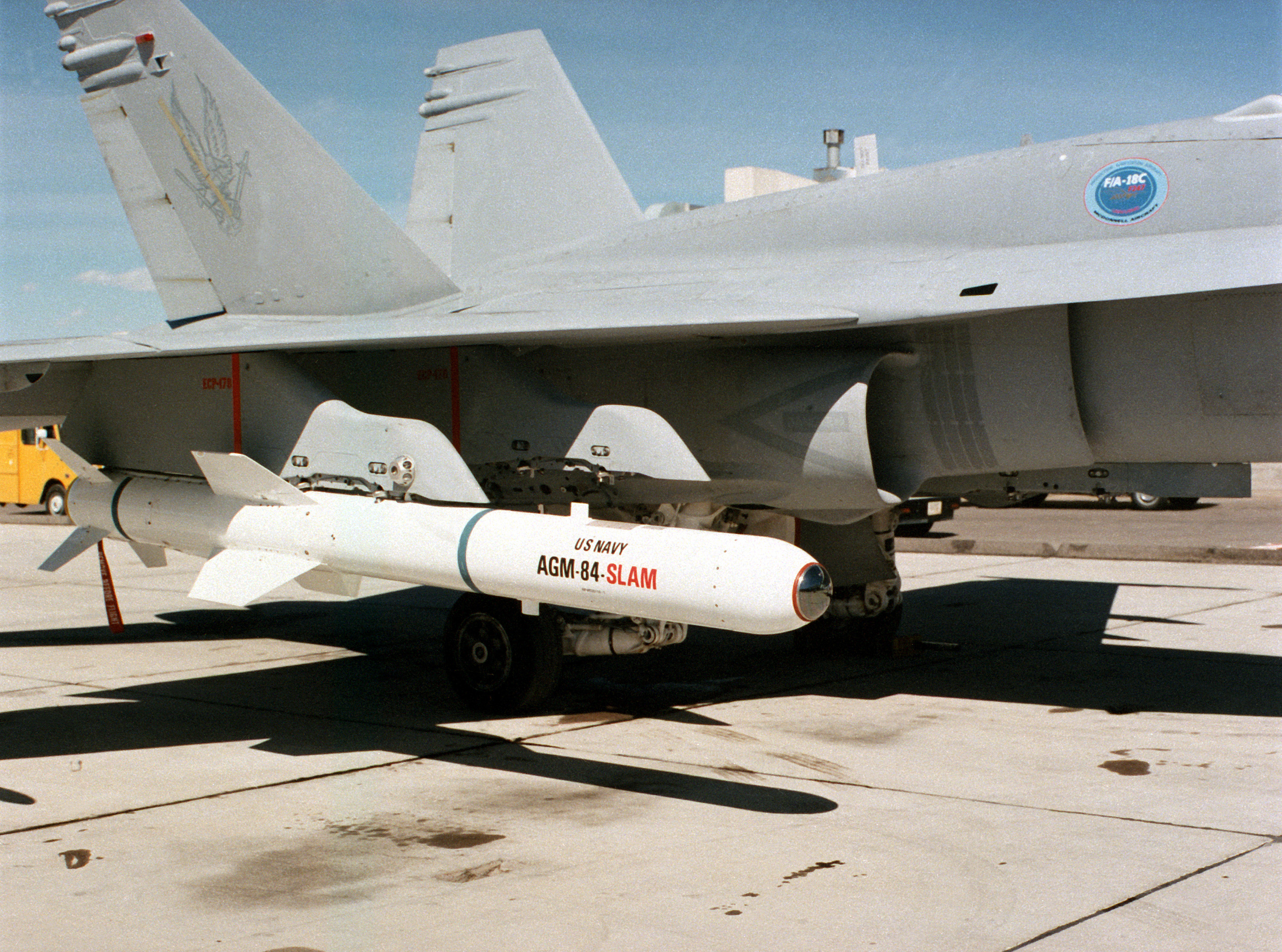
Eine AGM-84E SLAM

- AGM-84E Standoff Land Attack Missile (SLAM), Block 1E: Statt gegen Seeziele ist dieser Flugkörper für Angriffe auf Landziele ausgelegt. Hierzu wurde der abbildende Infrarotsuchkopf der AGM-65D Maverick und der Datenlink der AGM-62 Walleye in die Zelle der Harpoon eingebaut. Außer dem ersetzten Radarsucher sind fast alle Komponenten mit der Seeziel-Variante identisch. Die Endphasenlenkung erfordert ein manuelles Heranführen an das Ziel. Dazu platziert der Pilot auf seinem Display das Fadenkreuz des Suchers, um der Waffe ihren Auftreffpunkt zuzuweisen. Realisiert wird dies mit einem 2-Weg-Datenlink und dem FLIR-Sensor. Aufgrund dieser Endphasenlenkung lässt sich die SLAM nur von Flugzeugen aus einsetzen. SLAM wurde 2000 durch die SLAM-ER ersetzt.
- RGM-84F, Block 1D: Durch die Verlängerung des Treibstofftanks konnte die Reichweite weiter erhöht werden. Aufgrund der größeren Länge war keine U-Boot-gestützte Version (UGM) möglich. Die geplante Beschaffung wurde vor Produktionsbeginn jedoch aufgrund des Auseinanderbrechens der Sowjetunion gestrichen.
- RGM-84G, Block 1G: Diese Version wird seit 1995 hergestellt und ist eine Block 1C mit neuer Software. Sie verfügt auch über eine überarbeitete Steuerlogik, die es ihr erlaubt, einen fehlgeschlagenen Angriff zu wiederholen, sofern der Treibstoff noch reicht und der Suchkopf den Irrtum erkannt hat. Die 1G-Variante wird produziert, indem Flugkörper der 1C-Version modernisiert werden.

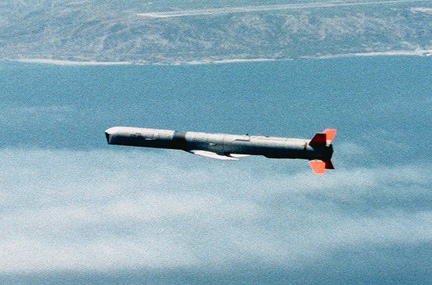
Eine AGM-84H SLAM-ER

- AGM-84H/K Stand-off Land Attack Missile – Expanded Response (SLAM-ER): Diese Variante entstand auf Basis der AGM-84E (SLAM). Auffällig sind die sich ausklappenden Tragflächen (ähnlich wie bei der BGM-109 Tomahawk), welche die Reichweite erheblich gesteigert haben. Das neue AN/DSQ-61-Navigationssystem umfasst neben einem INS-Modul auch einen störfesten GPS-Empfänger. Auch wurde die Störfestigkeit des Daten-Link verbessert. Zur Zielerfassung in der Endphase ist ein abbildender Infrarotsuchkopf integriert, welcher resistent gegenüber lasergestützten Gegenmaßnahmen sein soll. Der Sprengkopf (WDU-40/B) hat mit 360 kg eine höhere Durchschlagskraft als der bis dahin verwendete WDU-18/B-Sprengkopf (221 kg). Auch wurde der Gefechtskopf mit Titan verstärkt, um die Effizienz gegen gehärtete Ziele (beispielsweise Bunker) zu erhöhen. Tests haben gezeigt, dass mit der SLAM-ER auch Seeziele bekämpft werden können.
- AGM-84H/K SLAM-ER ATA: Das letzte aktuelle Update ist das ATA für die H/K-Modelle. Das ATA (Automatic Target Acquisition)-Update ermöglicht es der Waffe, ihr Ziel anhand von Vergleichen der IR-Bilder mit einer internen Datenbank autonom zu identifizieren und anzufliegen. Das Upgrade wurde im Jahr 2002 für die Flotte freigegeben, die aktuellen H/K-Modelle sollen eventuell einem Update unterzogen werden. Nutzer der SLAM-ER ATA sind: Saudi-Arabien (650), Südkorea (47), Taiwan (135), Türkei (48), Vereinigte Arabische Emirate (300), Vereinigte Staaten (735).
- AGM-84J: Das J – Modell hat als Besonderheit ein INS sowie GPS und verbesserte ECCM-Eigenschaften.
- AGM-84K: Diese Version der umfasst diverse interne Verbesserungen bei der Hard- und Software. Alle momentan existierenden H-Varianten werden auf die K-Version modernisiert.
- AGM-84L: Die L – Version weist ein GPS-unterstütztes INS und verbesserte Hardware auf.
- AGM-84N: Die N – Version besitzt einen 2-Wege-Datenlink und die Möglichkeit einen Angriff abzubrechen.

### Harpoon Block II
Im Jahr 1996 bot McDonnell Douglas einige Verbesserungen des Harpoon-Designs an. Zunächst wurde das Programm als Harpoon 2000 bezeichnet, später als Harpoon Block 2. Die vorgeschlagenen Verbesserungen umfassten ein gekoppeltes GPS/INS-System, einen Radarsucher mit erweiterten ECCM-Fähigkeiten und den Einbau verschiedener SLAM-Komponenten. Der Flugkörper wurde intern als RGM-84J geführt, allerdings zeigte die United States Navy wenig Interesse und das Projekt wurde vorerst eingefroren. Man entschloss sich bei McDonnell Douglas jedoch, die Weiterentwicklung für den Exportmarkt voranzutreiben. Diese Version erhielt die Bezeichnung RGM-84L. Interessenten dieser Version sind unter anderem Ägypten, die Vereinigten Arabischen Emirate und Taiwan. Südkorea hat bereits die luftgestützte Version (AGM-84L) gekauft. Insgesamt wurden über 320 Lenkwaffen zu einem Stückpreis von rund 200.000 US-Dollar ausgeliefert. Im September 2008 beantragte Indien die Lieferung von 20 AGM-84L. Seit Juli 2009 werden alle Block-2-Harpoons mit einem verbesserten Lenksystem ausgeliefert, das unter anderem die Störfestigkeit des GPS-Empfängers verbessert.
Im Januar 2016 wurde bekannt, dass es der United States Navy bzw. dem Naval Air Systems Command gelungen sei, eine Block-2-Harpoon von einer F/A-18 aus zu starten und durch einen „network-enabled-data-link“-Austausch automatisch in ein sich bewegendes Seeziel zu lenken. Während sich der Flugkörper in der Luft befindet, werden die Zieldaten hierbei kontinuierlich aktualisiert. Mit der Fähigkeit, den Flugkörper von Flugzeugen aus einzusetzen, wird seine Reichweite damit erheblich gesteigert. Ab 2017 soll der Flugkörper in der United States Navy eingerüstet werden.
Auf Basis der Harpoon Block 2 hatte Boeing inzwischen auch eine Variante zur landgestützten Küstenverteidigung entwickelt. Diese wurde auf LKWs montiert und bot eine hohe Mobilität.

### Harpoon Block III
Im Frühjahr 2007 ließ die US Navy verlauten, dass sie an einer Weiterentwicklung der AGM-84D interessiert sei. Daher wurde Boeing beauftragt, die Harpoon Block 3 zu entwickeln. Neben den Eigenschaften der Harpoon Block 2 sollte der Flugkörper mit einem neuen Datenlink (Link 16) versehen werden, der es ermöglicht hätte, die Zieldaten während des Fluges zu ändern. Des Weiteren sollten nicht näher genannte Modifikationen durchgeführt werden, welche die Leistung in küstennahen Gewässern verbessern sollten. Durch weitere Anpassungen sollte es zukünftig ebenfalls ermöglicht werden, die Harpoon aus VLS-Systemen zu starten. Alle neuen Systeme sollten so ausgelegt werden, dass sie als Upgrade in bereits existierende Harpoon Lenkwaffen hätten eingebaut werden können. Das Programm wurde im April 2009 gestrichen.

## Kampfeinsätze

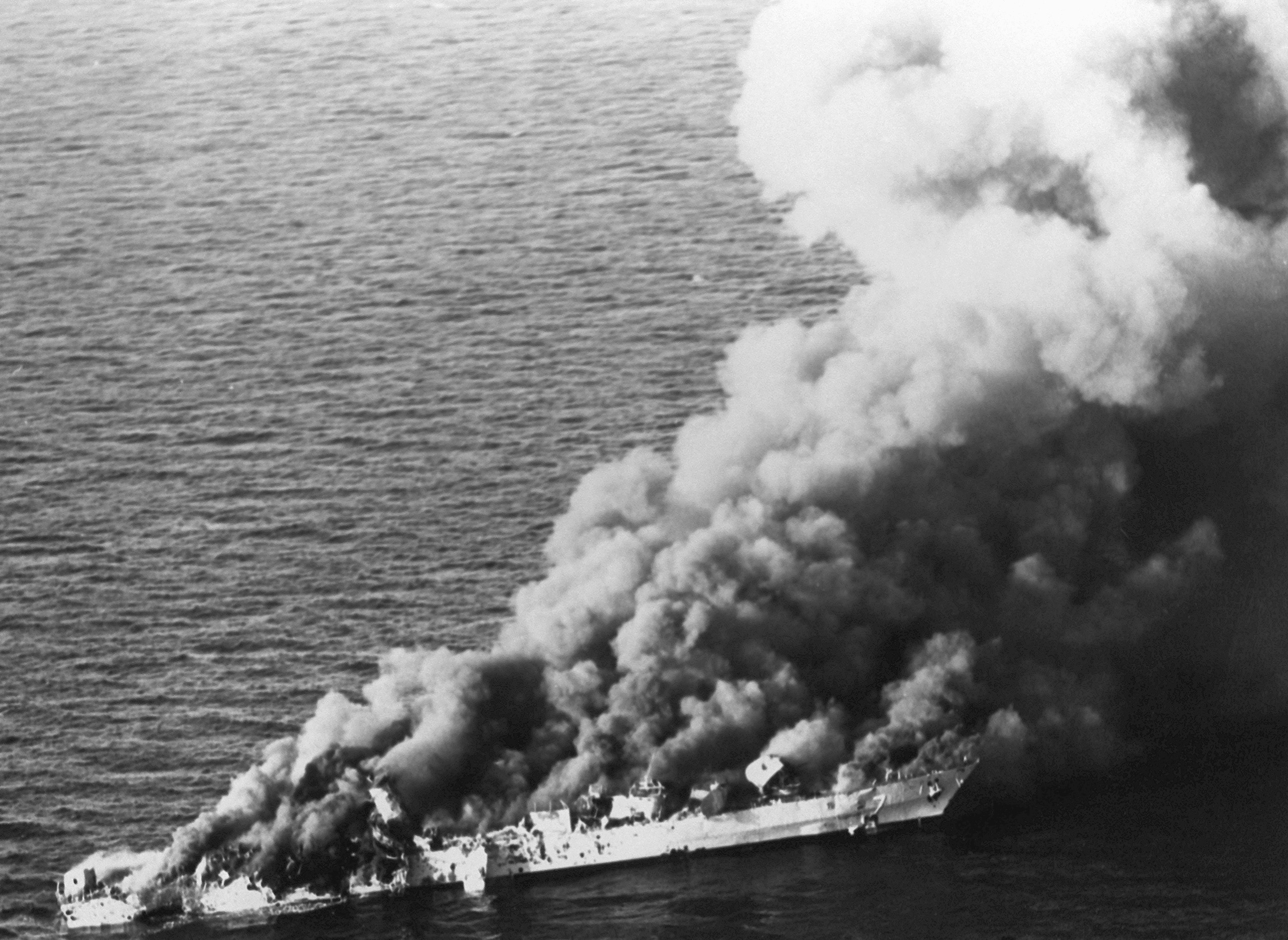
Die iranische Fregatte Sahand nach dem Angriff

Mittelmeer/Libyen
Der erste Einsatz der Harpoon fand in der Nacht von dem 24. auf den 25. März 1986 vor der libyschen Küste statt. A-6E Intruder der Sechsten Flotte der US Navy griffen drei libysche Patrouillenboote mit Harpoons an und versenkten sie.
Persischer Golf/Iran
Am 18. April 1988 wurde die iranische Fregatte Sahand ebenfalls von A-6E Intruder der US Navy mithilfe von zwei Harpoons und lasergesteuerten Bomben versenkt. Der Angriff fand im Rahmen der Operation Praying Mantis statt.
Während der gleichen Operation wurden auch auf das iranische Patrouillenboot Joshan Harpoon-Flugkörper abgeschossen. Diese trafen allerdings nicht ihr Ziel, da dieses bereits von RIM-66-Standard-Raketen nahezu vollständig versenkt worden war.
Persischer Golf/Irak
Die SLAM-Variante wurde während des Zweiten Golfkrieges gegen irakische Ziele eingesetzt. Insgesamt wurden sieben Flugkörper abgefeuert, wobei diese noch Vorserienmodelle waren. Die SLAM-ER wurde das erste Mal während der Operation Southern Watch eingesetzt.

## Zwischenfälle
Es ist bis heute zu drei größeren Zwischenfällen mit der Harpoon gekommen. Der erste ereignete sich am 14. Juli 1981 an Bord des amerikanischen Zerstörers USS Coontz vor der Insel Saint Croix. Eine Harpoon wurde versehentlich abgefeuert, der Flugkörper detonierte jedoch ohne Folgen im Meer. Der zweite Zwischenfall ereignete sich am 6. September 1982 an Bord der dänischen Fregatte Peder Skram während einer Manöverübung im Kattegat. Auch hier wurde der Flugkörper versehentlich abgefeuert und detonierte wenig später in einem Wald, wobei er vier Gebäude zerstörte und 130 beschädigte. Personen kamen nicht zu Schaden. Der dritte und folgenschwerste Zwischenfall ereignete sich im Dezember 1988 während einer Manöverübung der US Navy nahe der Kauai Test Facility. Eine F/A-18 Hornet feuerte eine Harpoon auf ein Testziel ab, welche jedoch die Jagivek, einen indischen Frachter von 76 Meter Länge, anflog und traf. Beim Einschlag des Flugkörpers, der keinen Gefechtskopf trug, wurde ein Seemann getötet.

## Plattformen
Luftgestützte Plattformen (AGM)
- Boeing F-15E „Strike Eagle“

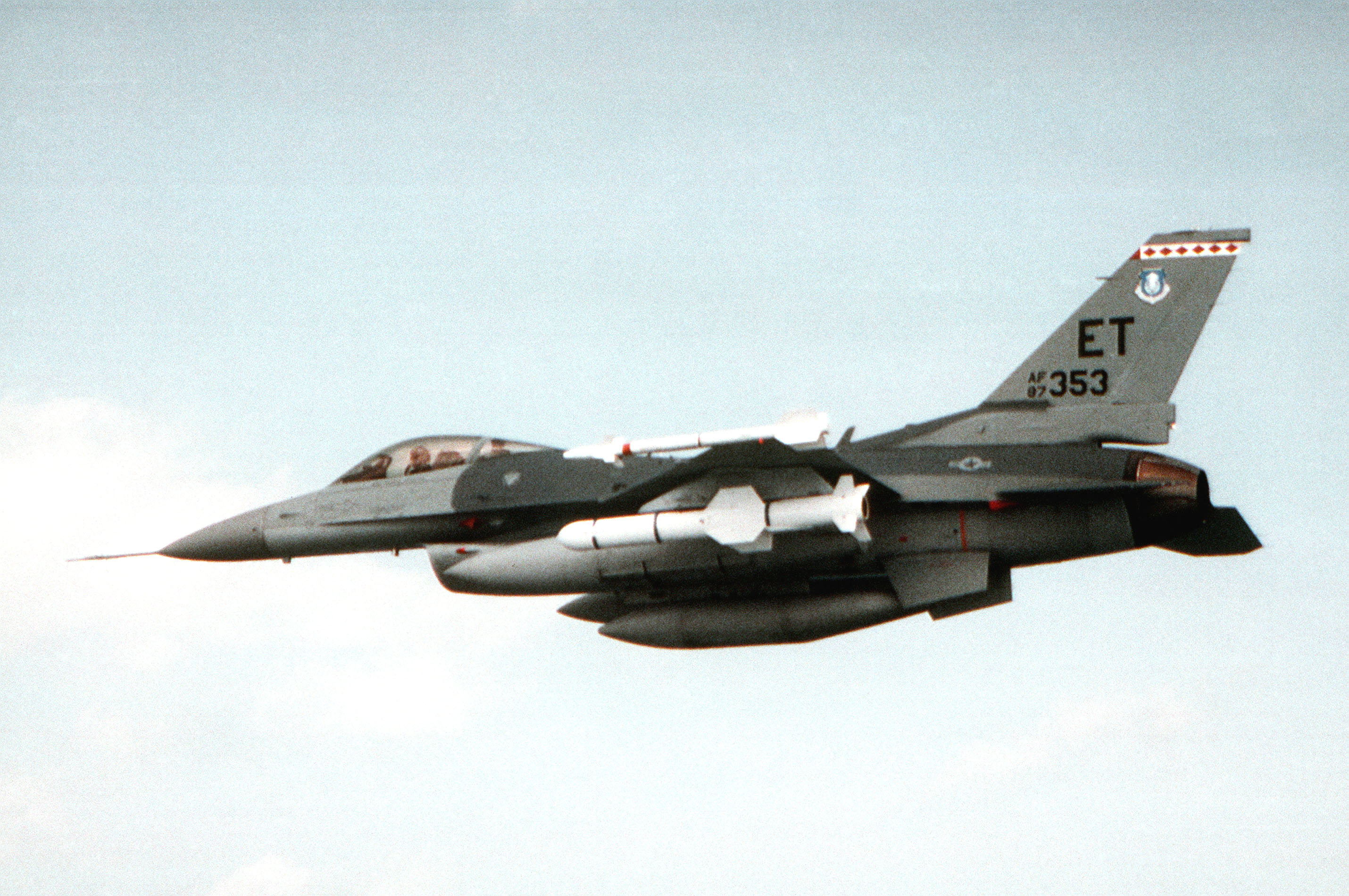
Eine F-16 trägt eine AGM-84 Harpoon

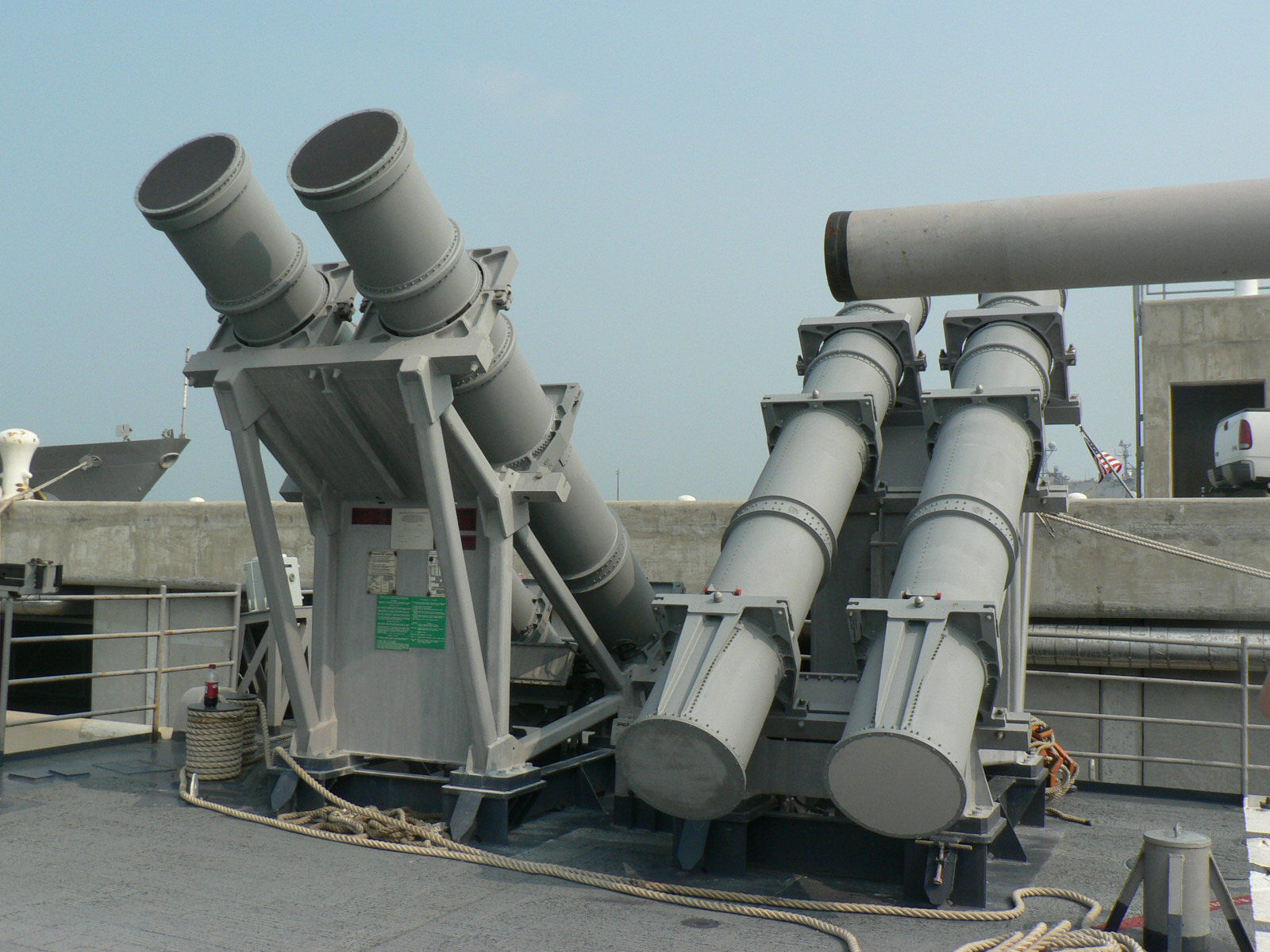
Harpoon-Starter

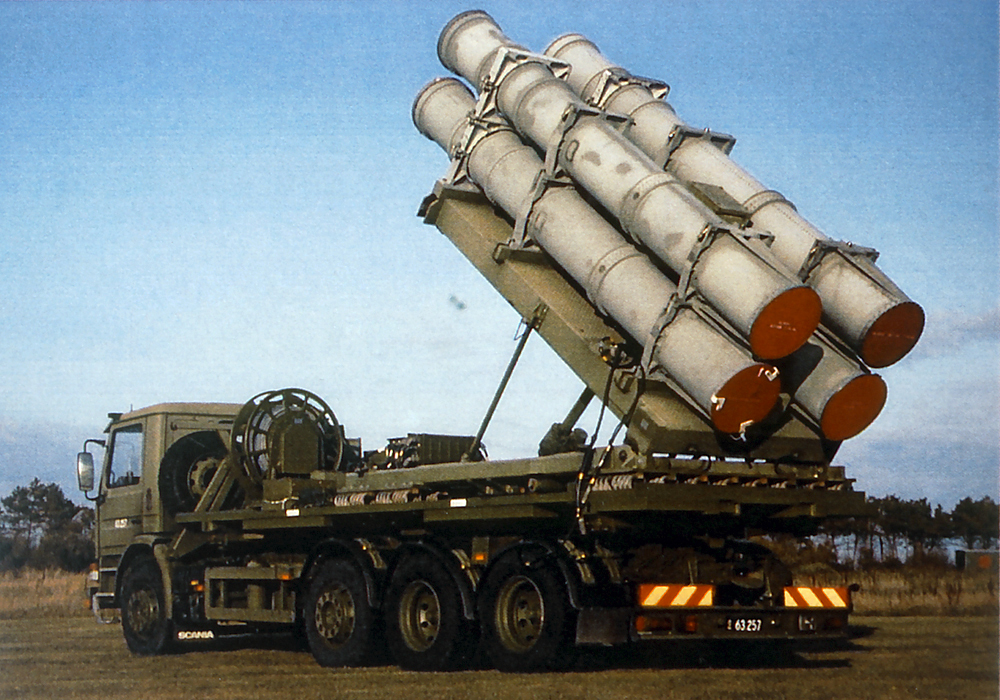
Landgestützter Harpoon-Starter der Königlich Dänischen Marine

- General Dynamics F-16A/B/C/D „Fighting Falcon“
- Kawasaki XP-1
- Boeing F/A-18 C/D „Hornet“
- Boeing F/A-18 E/F „Super Hornet“
- Lockheed S-3 „Viking“
- Grumman A-6E „Intruder“
- Lockheed P-3A/C „Orion“
- Boeing P-8 „Poseidon“
- Boeing B-52H „Stratofortress“
- British Aerospace Nimrod MR.2

Seegestützt (RGM)
Die Harpoon kann von nahezu allen modernen Kriegsschiffen eingesetzt werden. Voraussetzung ist ein Starter des Typs Mk 112, Mk 140/141 oder Mk 13.
U-Boot-gestützt (UGM)
- Los-Angeles-Klasse
- Seawolf-Klasse
- Swiftsure-Klasse
- Virginia-Klasse
- Collins-Klasse
- Sturgeon-Klasse
- erstmals Thresher-Klasse

Landgestützt
- Vierfachstarter auf Scania 113M/320 der Königlich Dänischen Marine (bis 2003)

## Nutzer
- Nordamerika: Vereinigte Staaten, Kanada
- Europa: Dänemark, Deutschland, Griechenland, Italien, Niederlande, Portugal, Spanien, Türkei, Ukraine, Vereinigtes Königreich,
- Naher Osten: Israel, Ägypten, Saudi-Arabien, Kuwait, Bahrain, Vereinigte Arabische Emirate, Oman
- Mittlerer Osten: Indien, Pakistan
- Ostasien: Japan, Südkorea, Republik China (Taiwan), Thailand, Malaysia, Indonesien, Singapur
- Ozeanien: Australien, Neuseeland

## Technische Daten
| System          | AGM-84A/C                  | AGM-84D/G                  | AGM-84E SLAM              | AGM-84F                    | AGM-84H/K SLAM-ER              | AGM-84L (Block II)              | AGM-84N (Block II+)                        |
| --------------- | -------------------------- | -------------------------- | ------------------------- | -------------------------- | ------------------------------ | ------------------------------- | ------------------------------------------ |
| Länge           | 3,79 m                     | 3,79 m                     | 4,50 m                    | 4,44 m                     | 4,37 m                         | 3,84 m                          | 3,84 m                                     |
| Spannweite      | 91,4 cm                    | 91,4 cm                    | 91,4 cm                   | 91,4 cm                    | 243 cm                         | 91,4 cm                         | 91,4 cm                                    |
| Durchmesser     | 34,3 cm                    | 34,3 cm                    | 34,3 cm                   | 34,3 cm                    | 34,3 cm                        | 34,3 cm                         | 34,3 cm                                    |
| Gewicht         | 515 kg                     | 554 kg                     | 627 kg                    | 635 kg                     | 725 kg                         | 525 kg                          | 520 kg                                     |
| Geschwindigkeit | Mach 0,85                  | Mach 0,85                  | Mach 0,85                 | Mach 0,85                  | Mach 0,85                      | Mach 0,85                       | Mach 0,85                                  |
| Reichweite      | 120 km                     | 220 km                     | >110 km                   | 315 km                     | 280 km+                        | 280 km                          | 248,2 km                                   |
| Lenkung         | INS, aktive Radarzielsuche | INS, aktive Radarzielsuche | INS, GPS, FLIR, Datenlink | INS, aktive Radarzielsuche | INS, GPS, FLIR, Datenlink, ATA | INS, GPS, aktive Radarzielsuche | INS, GPS, Datenlink, aktive Radarzielsuche |
| Gefechtskopf    | 221 kg, HE-Frag            | 221 kg, HE-Frag            | 221 kg, HE-Frag           | 221 kg, HE-Frag            | 360 kg, SAP                    | 227 kg, SAP                     | 135 kg, SAP                                |

## Sonstiges
Der Start einer UGM-84 ist auf dem Plattencover zum Album „Just Supposin'“ der Band Status Quo aus dem Jahr 1980 abgebildet.

## Vergleichbare Systeme
- AS.34 Kormoran
- RBS15
- SS-N-2 Styx
- SS-N-25 Switchblade
- Ch-59M
- Atmaca
- Naval Strike Missile